# IC 894
IC 894 ist eine Spiralgalaxie mit aktivem Galaxienkern vom Hubble-Typ Sbc im Sternbild Coma Berenices am Nordsternhimmel. Sie ist schätzungsweise 291 Millionen Lichtjahre von der Milchstraße entfernt und hat einen Durchmesser von etwa 95.000 Lichtjahren.
Im selben Himmelsareal befinden sich u. a. die Galaxien NGC 5217, NGC 5172, NGC 5180, IC 897.
Das Objekt wurde am 23. Juni 1892 von dem französischen Astronomen Stéphane Javelle entdeckt.